# 岡崎車庫
岡崎車庫（おかざきしゃこ）は、かつて愛知県岡崎市に存在した、名古屋鉄道の車両基地である。
岡崎市内線車庫前駅の西にあり、車庫前駅より引込み線が存在した。敷地面積は5,184m2。

## 概要
名古屋鉄道の岡崎市内線の路面電車の車庫である。岡崎車庫が正式名であるが、単に「車庫」とも呼んでいたという。車庫以外にも、日常検査、月検査、全般検査や改造も行っていた。車庫内には分岐器や転車台はなく、車両の入れ替えはトラバーサーで行われていた。引込線は2線、留置線は6線設置されていた。
設置時期は不明であるが、1912年（大正元年）に電化された前後という。1945年（昭和20年）7月の岡崎空襲で全焼し、多くの車両が焼失している。
1962年（昭和37年）6月17日、岡崎市内線の廃止とともに閉鎖。

## その他
- 跡地は区画整理され痕跡は無い。おおよその位置は国道248号「電車通り銭堤」交差点の南西付近である。